# Hank Skinner
Henry Watkins "Hank" Skinner (Danville, Virginia, 4 de abril de 1962-Galveston, Texas, 16 de febrero de 2023) fue un convicto estadounidense, que estuvo 30 años en el Corredor de la muerte por triple asesinato.

## Condena
Skinner fue acusado de apalear a muerte a su pareja, Twila Busby, y de acuchillar mortalmente a los dos hijos adultos con deficiencias mentales, Randy Busby y Elwin Caler, de su novia quienes residían con ella. Los homicidios ocurrieron el 31 de diciembre de 1993 en el número 801 de la avenida East Campbell de Pampa, Texas. 
Fue declarado culpable de los homicidios el 18 de marzo de 1994, y sentenciado a muerte el 23 de marzo de 1995. Sin embargo, su ejecución fue detenida por la Corte Suprema de los Estados Unidos. Desde 2015 Skinner se encontraba en la Unidad Polunsky en West Livingston (Texas).

## Defensa defectuosa
Skinner mantuvo todo el tiempo su inocencia, y continuó apelando por su condena. Su abogado en el juicio, Harold Lee Comer, fue anteriormente un fiscal que había ido a juicio en otros casos anteriores, antes de perder su cargo y declararse culpable de cargos criminales por el manejo indebido de dinero confiscado en casos de drogas. 
Otro sospechoso del crimen, un tío de la víctima que la molestó en la noche del crimen, no fue investigado por los procuradores. El Washington Post se refirió al nombramiento de Comer como un caso aparente de amiguismo, en donde Comer fue designado a un caso muy bien pagado por un amigo que lo ayudaba a recaudar los fondos necesarios para pagar por completo impuestos federales vencidos.

## Artículos y programas de televisión sobre el caso

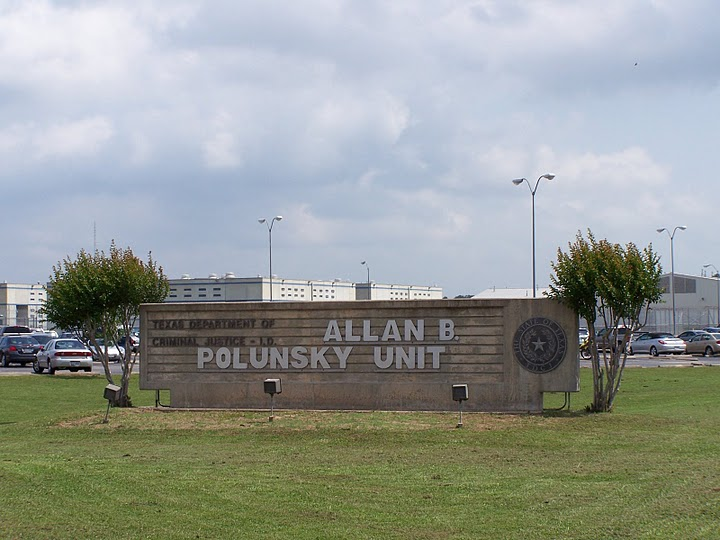
La Unidad Allan B. Polunsky tiene el corredor de la muerte para hombres de Texas

Skinner era el autor de varios artículos, “Hell hole News”, que son similares a “Uncensored from Texas Death Row” de su amigo Paul Colella, cuya pena de muerte fue conmutada a cadena perpetua.
El 10 de noviembre de 2007 Al Jazeera Internacional emitió un programa de dos partes llamado “American Justice-Fatal Flaws”, que se refería a condenas injustas en los casos de Hank y Curtis McCarty, el cual fue exonerado de la pena de muerte en Oklahoma después de 22 años.
En febrero de 2010, Hank Skinner era un caso estrella del proyecto de inocencia Medill (en inglés Medill Innnocence Project) del profesor David Protess.

## Apelaciones
La más reciente apelación de Skinner, un habeas corpus federal basado en el desempeño inadecuado por su abogado en el caso, incluyendo la investigación de una sospecha alternativa y un análisis de las manchas de sangre, fue denegado por la corte de Apelación para el circuito quinto de Estados Unidos (United States Court of Appeals for the Fifth Circuit) el 14 de julio de 2009. El 10 de agosto de 2009, el grupo de defensa presentó una nueva petición para una nueva audiencia con la corte de Apelación del circuito quinto (5th Circuit Court of Appeals). La petición fue rechazada el 28 de agosto de 2009. El 23 de noviembre de 2009, los abogados de Hank Skinner presentaron una petición para una orden de certiorari con la Corte Suprema de Estados Unidos. 

## Rechazo de pruebas de ADN
Las cortes denegaron repetidamente las solicitudes de los abogados de Skinner que pedían comprobar varios elementos de prueba, tales como la sangre encontrada bajo las uñas de la víctima, unas pruebas de violación (rape kit), una arma del crimen, y otros elementos. 
El 27 de noviembre de 2009, el grupo de defensa presentó una queja en la corte federal contra el Gray County DA, Lynn Switzer, por rehusarse a dar acceso a las evidencias al grupo de defensa para una prueba privada de ADN, lo que puede hacer sin una orden de la corte. El 15 de enero de 2010, el magistrado a cargo de la queja rechazó la demanda. La decisión fue apelada en la Corte Federal de Apelaciones y en la Corte Suprema.

## Día de la ejecución
El 26 de octubre de 2009, el juez Steven Emmert firmó una orden fijando que el día de la ejecución para Hank Skinner sería el 24 de febrero de 2010, fecha que pasó ulteriormente al 24 de marzo de 2010. La junta de perdón de Texas acordó negarle un plazo adicional o una suspensión de pena, y el gobernador de Texas Rick Perry tampoco intervino. 

## Intervención de la Corte Suprema
El 24 de marzo de 2010, la Corte Suprema de Estados Unidos emitió una orden suspendiendo la ejecución de Hank Skinner, que fue recibida por el interesado menos de una hora antes de recibir la inyección letal. La esposa de Skinner, Sandrine Ageorges, acompanada por Curtis Mc Carthy, fue entrevistada el mismo día en el programa televisivo Larry King Live, y ambos abogaron en favor del análisis de las pruebas y de la inocencia de Skinner.

## Fallecimiento
Skinner falleció por complicaciones, después de someterse en diciembre de 2022 a una cirugía para extirpar un tumor cerebral. Su ejecución estaba programada para el 13 de septiembre de 2023.